# Volkswagen Phideon
O Volkswagen Phideon (em chinês:  Huīáng) é um sedã do segmento E fabricado pela fabricante de automóveis alemã Volkswagen, descrito pela Volkswagen como seu veículo de "classe premium". Apresentado no Salão do Automóvel de Genebra de 2016, o Phideon é voltado para o mercado da China. As vendas começaram oficialmente em julho de 2016.

## Visão geral
O Phideon é o primeiro carro da marca Volkswagen a ser baseado na plataforma MLB da Volkswagen. Ele é equipado com um motor EA888 de quatro cilindros turboalimentado de 2,0 litros e 224 cv ou um V6 EA837 superalimentado de 3,0 litros e 296 cv e está disponível com um sistema de tração nas quatro rodas 4motion opcional. A versão híbrida plug-in de 2,0 litros também está disponível, lançada em abril de 2017. O Phideon também é o primeiro modelo da Volkswagen a ter um sistema de visão noturna baseado em câmera.
O Phideon é equipado com o Active Info Display, que substituiu o painel de instrumentos convencional, e o modo motorista, que permite que os passageiros enviem conteúdo para o sistema de infoentretenimento.
Foram vendidas 24.471 unidades do carro em 2018. As vendas caíram para 14.019 unidades em 2019.

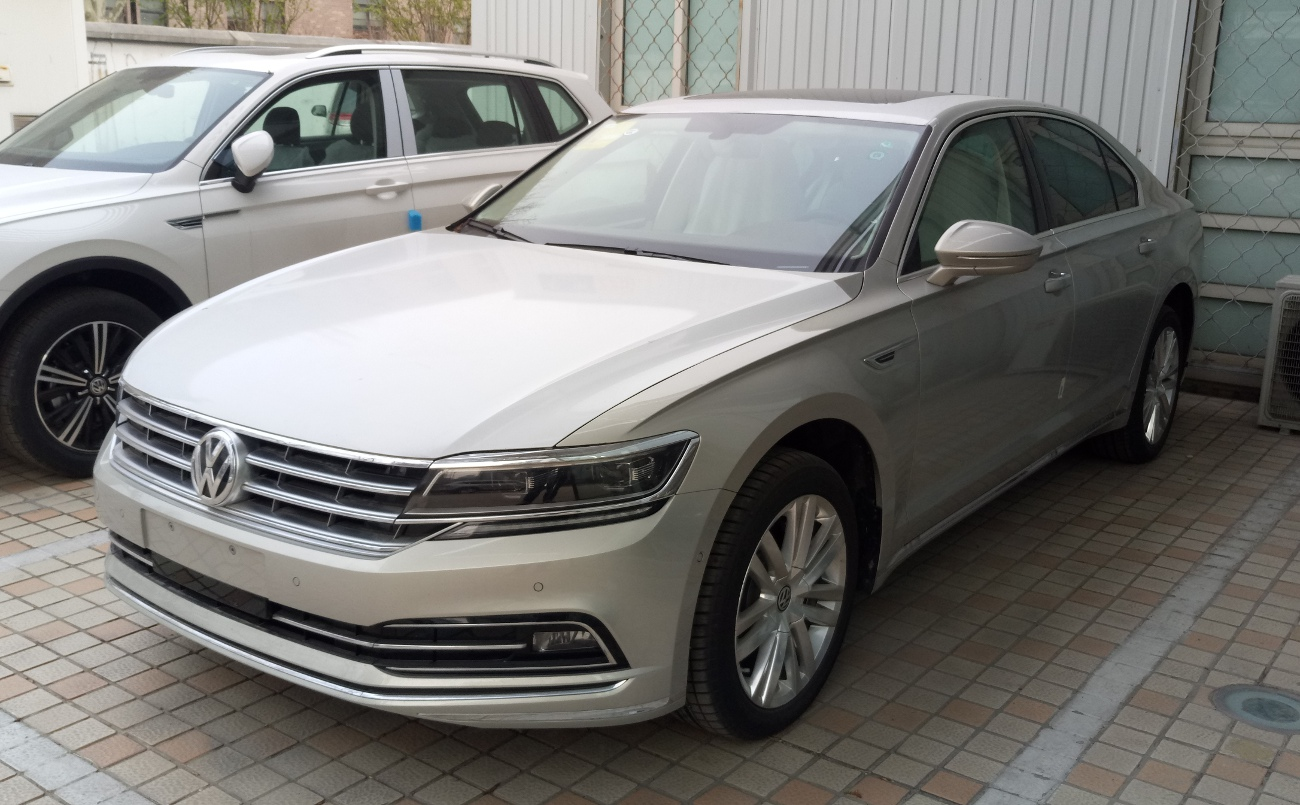
Vista dianteira (pré-reestilização)
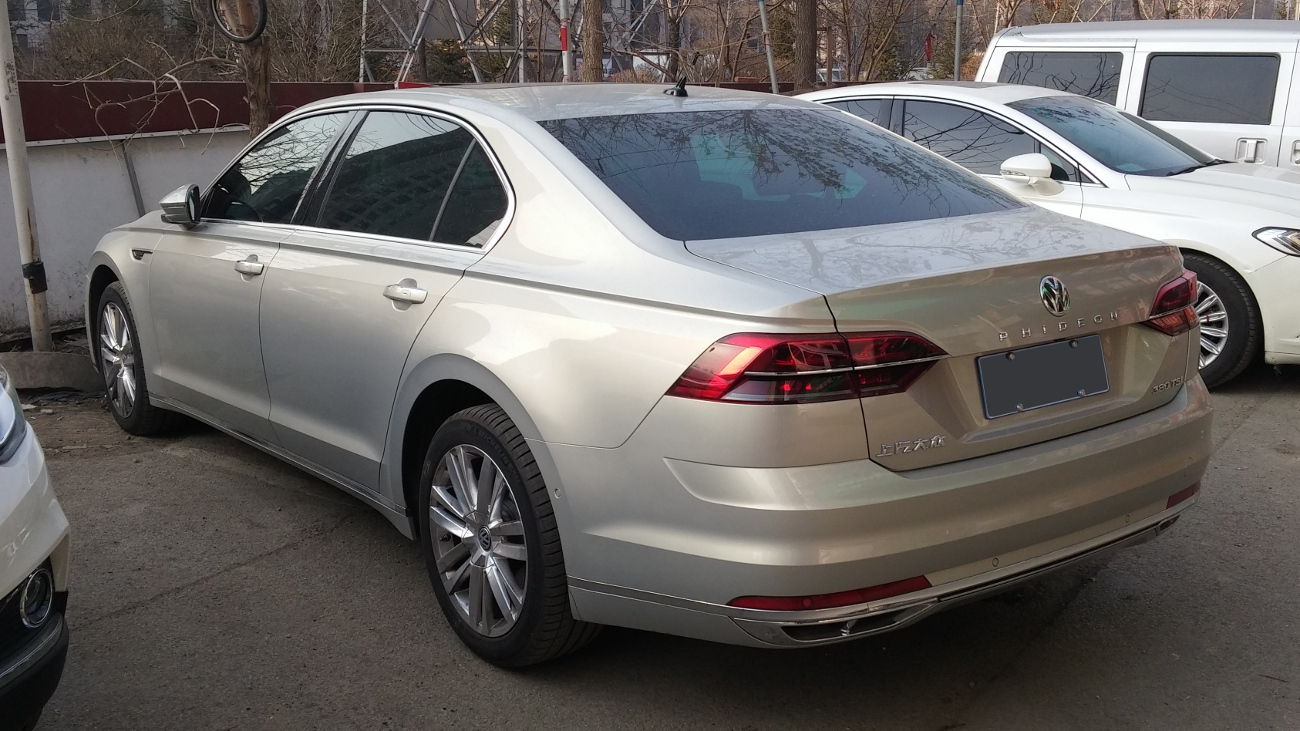
Vista traseira (pré-reestiliação)

## Reestilização de 2021
Um Phideon reestilizado foi revelado no Salão do Automóvel de Cantão de 2020. A reestilização introduziu um para-choque dianteiro atualizado que adicionou inserções cromadas e seções modificadas ao redor dos faróis de neblina. A grade foi atualizada com um emblema iluminado ladeado por uma faixa de luz diurna de LED que se estende nas laterais para encontrar os faróis redesenhados. As opções de tração nas quatro rodas, V6 e híbrido plug-in foram descartadas.

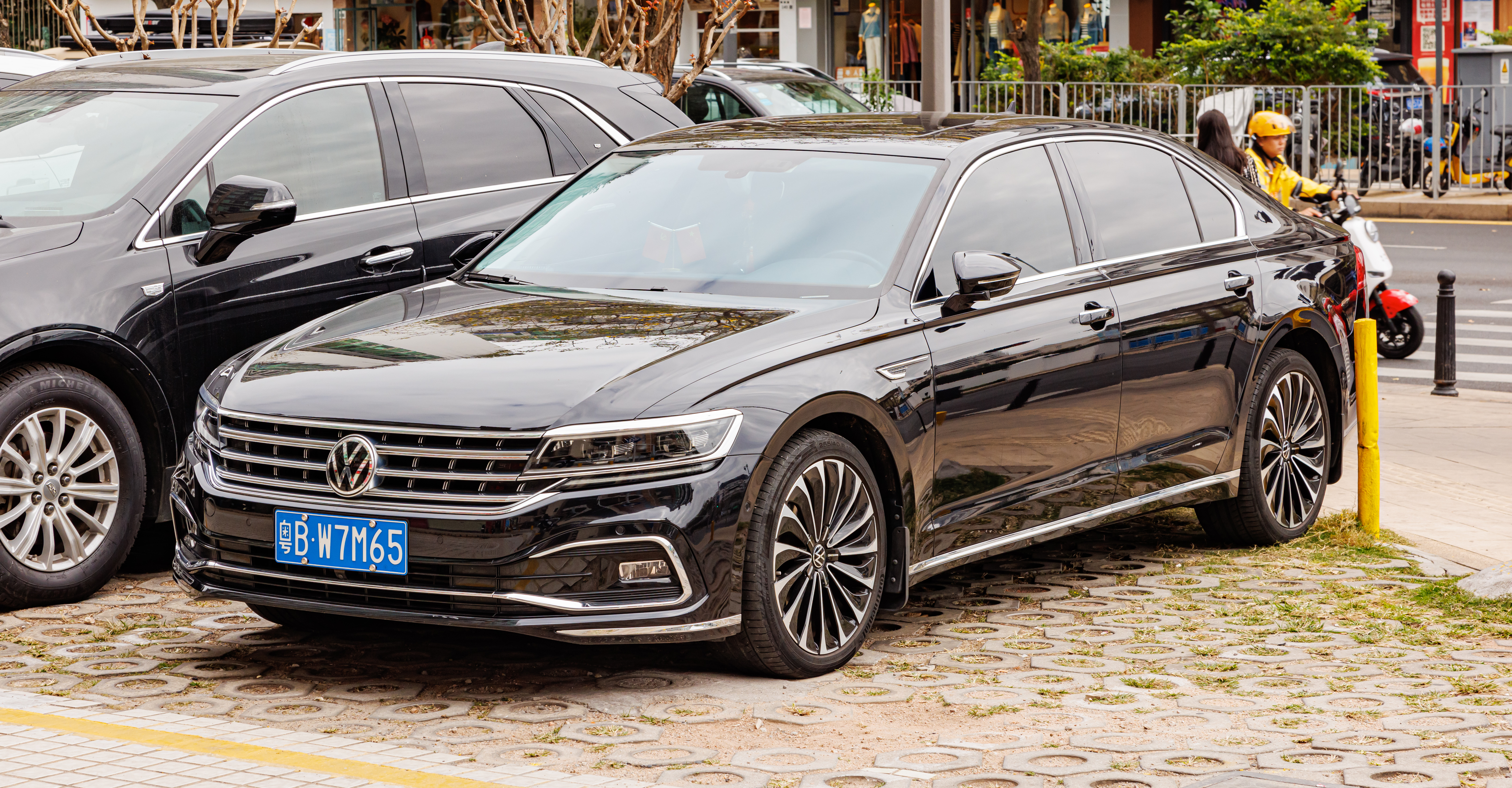
Reestilização de 2021
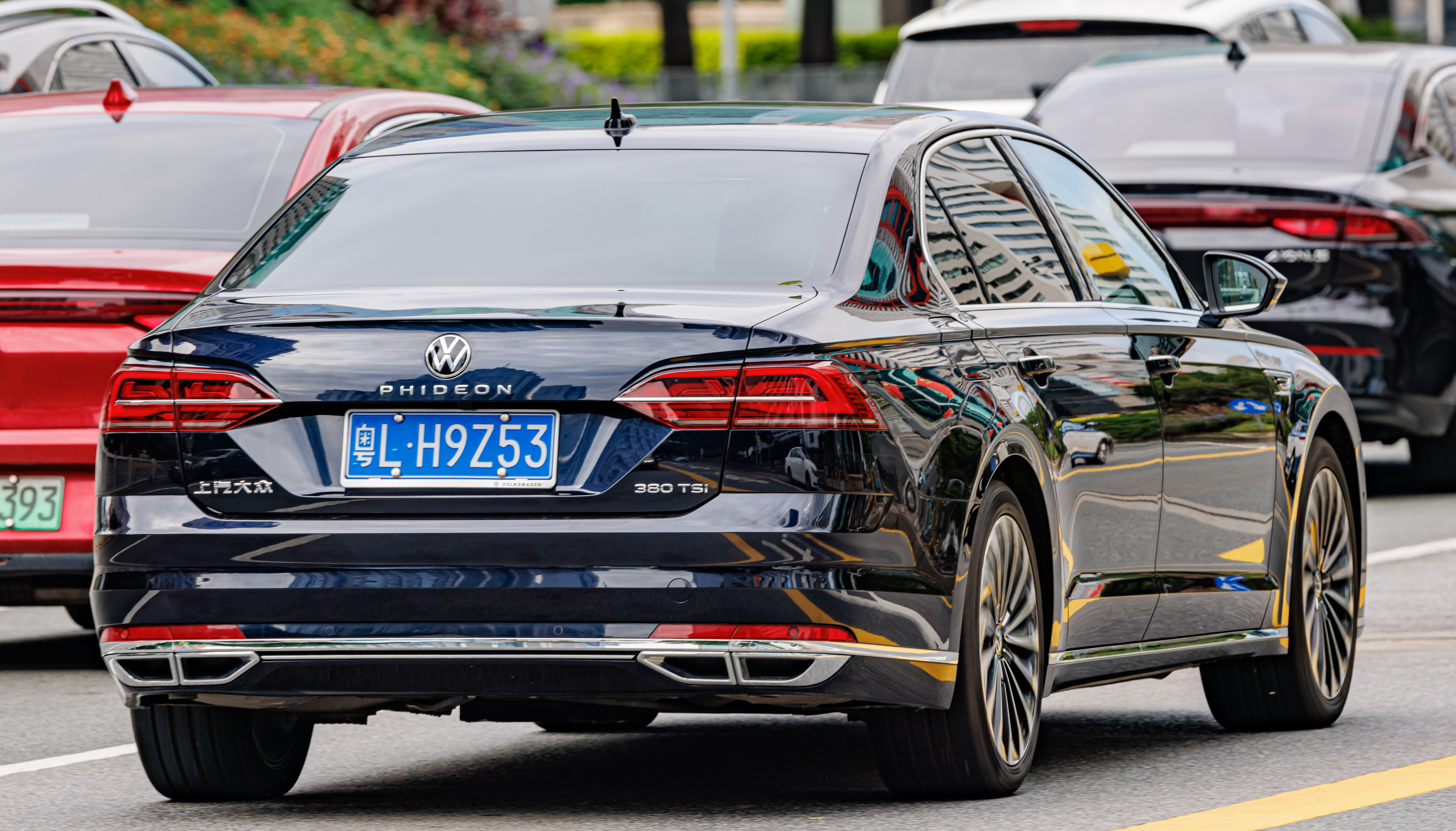
Vista traseira

## Vendas
| Ano  | Produção |
| ---- | -------- |
| 2016 | 5.131    |
| 2017 | 13.014   |
| 2018 | 24.102   |
| 2019 | 13.750   |
| 2020 | 10.344   |
| 2021 | 6.618    |
| 2022 | 7.480    |
| 2023 | 31       |